# Krayenzeit
Krayenzeit (gespr. Kräenzeit) war eine deutsche Folk-Band aus Ludwigsburg. Die Band sah sich selbst auch den Genres Folk Metal und Mittelalter-Rock sowie Mittelalter-Metal zugehörig. Musik und Texte schrieb die Band, die vier Alben veröffentlicht hat, selbst.

## Geschichte
Krayenzeit ging aus der Ende der 1990er/Anfang der 2000er Jahre gegründeten Band Feanor hervor, der Markus Engelfried, Joachim Lappel und Alexander Reichert angehört hatten. Diese drei beschlossen 2011, die alten Songs von Feanor in guter Qualität neu aufzunehmen. Christian Zoschke und Martin Daniel komplettierten das vorläufige Projekt im Herbst 2011. Nachdem die alten Feanor-Lieder überarbeitet und neue Songs geschrieben worden waren sowie die Band durch Karin Bußmann und Julia Groth komplettiert worden war, gab sich die Band den Namen „Krayenzeit“.
2014 gewann Krayenzeit die Facebook-Ausschreibung zum Mittelalterspektakel in St. Pölten und trat dort mit Versengold, Corvus Corax, Omnia und In Extremo vor 1500 Zuschauern auf. Am 19. Juni 2015 veröffentlichte die Band ihr Debütalbum Auf dunklen Schwingen, das auf dem Label Oblivion/SPV erschien. Im selben Jahr begann die Band ihre Zusammenarbeit mit der Booking-Agentur Headline Concerts. Nachdem 2015 bereits Karin Bußmann durch Meike Katrin Stein ersetzt worden war, trat Jessica Kondermann 2016 für Julia Groth in die Band ein.
Am 24. August 2016 erschien das zweite Album der Band mit dem Namen Tenebra. Im Jahr 2016 trat Krayenzeit beim Wacken Open Air, beim Wave-Gotik-Treffen in Leipzig, beim Burgfolk Festival auf Schloss Broich und beim Feuertanz Festival auf. Schließlich begleitete Krayenzeit die Folk-Rock-Band Schandmaul bei deren LeuchtFeuer-Tour. Im Jahr 2017 ist die Band erneut mit Schandmaul sowie selbst als Headliner auf Deutschland-Tournee. 2017 schied Meike Katrin Stein aus der Band aus, da sie zeitlich durch ihre Arbeiten an Filmmusiken zu sehr beansprucht wurde. Neue Violinistin wurde Shir-Ran Yinon, die zuvor mit Eluveitie, Haggard und New Model Army zusammengespielt hatte. Im Juli desselben Jahres verließ Gitarrist Christian Zoschke aus privaten, zeitlichen und musikalischen Gründen die Band. Sein Nachfolger wurde Marc „Micki“ Richter, der bereits das am 27. Oktober 2017 erschienene Album Von Mond und Schatten mit einspielte.
Im Jahr 2019 wechselten Krayenzeit zum Label Trisol Music Group und veröffentlichten dort ihr viertes Studioalbum "Saitentänzer", womit sie auf eine erfolgreiche Deutschland-Tournee gingen. Noch vor Beginn der Tour verließ Marc Richter die Band, da er von Atrocity und Leaves’ Eyes ein Engagement angeboten bekommen hatte. Er wurde durch Wolfram "Wolle" Göz ersetzt, der seitdem bei Krayenzeit den Posten des E-Gitarristen innehat. Auch Shir-Ran Yinon und Jessica Kondermann verließen aus zeitlichen Gründen im Jahr 2019 die Band. Den Platz an der Drehleier übernahm Annika Maria Riediger, die ihr Können auf der In Castellis-Tour unter Beweis stellte, bei der Krayenzeit zusammen mit Das Niveau die Band Saltatio Mortis begleiteten.
Im Frühjahr 2020 erklärten Alexander Reichert und Joachim Lappel ihren Ausstieg aus der Band. Joachim Lappel wollte sich mehr um Familie und Privatleben kümmern und Alexander Reichert konnte sich mit der musikalischen Ausrichtung nicht mehr zu hundert Prozent identifizieren.
Durch die Corona-Pandemie konnte das geplante Jubiläum des fünften Studioalbums nicht wie gedacht mit einer Tournee im Jahr 2020 stattfinden. Deshalb beschloss die Band die Zeit der Pandemie hauptsächlich im Studio zu verbringen, um ein großes Doppelalbum im Jahr 2021 zu veröffentlichen. "Staub und Tränen Teil 1: Aus der Asche" wurde im Januar 2021 veröffentlicht und der zweite Teil "Staub und Tränen Teil 2: Zurück ins Licht" welches das letzte Album der Band sein wird, ist für das Jahresende von 2021/Jahresanfang 2022 geplant. Für dieses Doppelalbum arbeitete die Band mit dem renommierten Fantasy- und Kinderbuchautor Boris Koch zusammen, der eine Erzählung verfasste, die durch Songs von Krayenzeit inspiriert worden war. Diese Erzählung wird als Hörbuch im zweiten Teil von Staub und Tränen enthalten sein.

## Trivia
Die ehemalige Violinistin der Band Meike Katrin Stein ist Komponistin der Atlantis-Suite, die am 19. April 2016 vom Sinfonieorchester Ludwigsburg uraufgeführt wurde. Meike Katrin Stein ist zudem als Filmkomponistin tätig.
Violinistin Shir-Ran Yinon ist klassische Komponistin. Ihre Werke wurden unter anderem von der Deutsche Streicherphilharmonie und dem Haifa Symphony Orchestra aufgeführt.
Das Lied Tenebra ist vom Computerspiel „Thief“ inspiriert.
Jessica Kondermann spielt bei der „Von Leuchtfeuern und anderen Halunken Tour 2017“ der Band Schandmaul im Herbst/Winter 2017 Drehleier.

## Diskografie
- 2015: Auf dunklen Schwingen (Album, CD, Oblivion / SPV)
- 2016: Tenebra (Album, CD, Oblivion / SPV)
- 2017: Vogelhochzeit (Split-Single mit  Harpyie, 7"-Vinyl, Metalville/rough trade)
- 2017: Von Mond und Schatten (Album, CD, Oblivion / SPV)
- 2019: Saitentänzer (Album, CD, Trisol Music Group)
- 2019: W.I.R – Wir, Ihr, Rock 'n Folk (EP, CD, Trisol Music Group)
- 2021: Staub & Tränen – Teil 1: Aus der Asche (Album, CD, Trisol Music Group / Soulfood)
- 2022: Staub & Tränen – Teil 2: ...zurück ins Licht (Album, CD, Trisol Music Group / Soulfood)

Beiträge auf Kompilationen (Auswahl):
- 2014: Wir sind erwacht (Zillo-Mix) (Zillo Medieval: Mittelalter und Musik, CD 04/2014)
- 2015: Krayenzeit (Zillo Medieval: Mittelalter und Musik, CD 06/2015)
- 2015: Von der Fahrt übers Meer (Mittelalter Party Vol. 7)
- 2017: Tenebra (Mittelalter Party Vol. 8)

## Musikvideos
- 2015: Krayenzeit (Regie/Produktion: Jan Radt)
- 2016: Tenebra (Regie/Produktion: Rafael Selzer)
- 2017: Am Leben (Regie/Produktion: Eva-Maria Geißer)
mit Anna Katharina Kränzlein (Ex-Schandmaul; Cello), Malte Hoyer (Versengold, Gesang), Katja Moslehner (Ex-Faun; Gesang) und Anna Murphy (Cellar Darling, Ex-Eluveitie; Gesang)
- 2017: Vogelhochzeit mit Harpyie (Regie/Produktion: Andy Pilkington)
- 2017: Spieglein, Spieglein (Regie/Produktion: Eva-Maria Geißer)
- 2019: Saitentänzer (Regie/Produktion: Eva-Maria Geißer)
- 2020: Je länger, umso lauter – Corona-Homeedition (Regie/Produktion: Anika Riediger & Band)

## Pressestimmen
Review zu Staub und Tränen Teil 1
 Krayenzeitversuchen auf „Staub und Tränen“ eine Richtung einzuschlagen, wie es Szenegrößen wie Saltatio Mortis mit den letzten Alben getan haben. Bedeutet, die Zeichen zeigen immer mehr Richtung Rock und Metal. Beziehungsweise im Fall von Krayenzeit, sollen in eben diese Richtung zeigen. Denn leider ist dies nicht wirklich nur sehr selten gelungen. Die kräftigen Gitarren wirken neben Violine und Flöte oftmals etwas deplatziert und drängen sich in den Vordergrund, obwohl sie diesen nicht für sich behaupten können. Das sorgt dafür, dass auch die Stärken, die die Songs haben, nicht wirklich zur Geltung kommen können. Denn die Grundmelodie und Folkelemente könnten für sich alleine eigentlich über- zeugen. Ein angenehmer, eingängiger Rhythmus, begleitet von solidem, auch mal zweistim- migen Gesang. Mehr hätte es eigentlich nicht gebraucht, aber hier wurde definitiv zu viel gewollt. Zu viel gewollt und leider nicht gekonnt. Im gesamten klingen viele Songs leider hektisch, das Schlagzeug blechern und flach und oftmals hat man das Gefühl, dass die einzelnen Elemente des Songs gar nicht so recht zusammenpassen, als wären sie zufällig zusammengemischt. Hier wurde also viel versprochen und wenig gehalten.

„Ein eingängiger Song jagt den nächsten, sodass getrost festgehalten werden kann, dass Krayenzeit ihre Mauser hinter sich gebracht haben, um nun über der Mittelalterszene ihre Kreise zu ziehen.“

„Somit gelingt KRAYENZEIT mit ihrem Zweitwerk „Tenebra“ ein für Genrefans in jeder Hinsicht empfehlenswertes Album, das in erster Linie durch gelungene mittelalterliche Melodien und mitreißende, abwechslungsreiche Songs zu gefallen und größtenteils zu unterhalten weiß.“

„Das Album zeichnet sich vor allem durch abwechslungsreiche Kompositionen zwischen klassischen Rock/Metal und Mittelalter Folk Elementen aus. Insgesamt ist es ein für dieses Genre sehr charismatisches, Funken sprühendes Album!“

„Nach dem Genuss von „Staub und Tränen Teil 1: Aus der Asche“ ist man in erster Linie gründlich verwirrt. Einerseits von den teils eklatanten Schwankungen in der Produktion, anderseits von den stilistischen Sprüngen zwischen seichtem Deutschrock, durchaus trittstarken (melodischen) Powermetal-Ausritten und beschwingten Folk-Nummern – und natürlich auch von der schwankenden Gesangsleistung, die nicht immer ein wirklicher Genuss für die Ohren ist. Was auch immer KRAYENZEIT auf den vergangenen, leider (oder doch zum Glück?) am Rezensenten vorbeigelaufenen drei Alben gemacht haben, die Performance auf „Staub und Tränen – Aus der Asche“ macht nicht unbedingt Mut, diese Wissenslücke zu schließen. Zumal mit dem aktuellen Album und dessen Zusatz „Teil 1“ baldig folgendes weiteres Material angedroht... angekündigt wird. Liebe Krähen, das war jedenfalls nicht so das Gelbe vom Ei.“